# Olli Kivinen
Olli Kivinen (né le 20 septembre 1921 à Helsinki - mort le 8 janvier 1998 à Muonio) est un architecte, professeur de planification urbaine et urbaniste finlandais. 
Il a participé à la conception de la plupart des plans de ville en Finlande.
Il est le premier docteur finlandais en Aménagement du territoire.

## Ouvrages principaux

### Schémas d'urbanisme
Olli Kivinen a conçu le schéma directeur des villes de Hämeenlinna, Kuopio (1961), Varkaus (1966), Mikkeli (1967), Forssaan (1967), Jyväskylä, Kotka, Karhula (1969), Hyvinkää (1971) et de Turku (1968–1976).
Il a aussi conçu le schéma directeur des quartiers du grand Helsinki comme Lehtisaari (1959), Yliskylä (1965), Kaivoksela (1960),  d'Ollinsaari à Raahe (1969) du centre de Leppävaara à Espoo (1976–1977).

### Bâtiments
Parmi les bâtiments conçus par Olli Kivinen citons,,,:
- Chapelle funéraire, Kuopio (1957),
- Maisons en terrase de Laajasalo (1968–1970),
- Centre commercial de Lauttasaari (1970)
- Immeubles résidentiels de Lauttasaari (1967),
- Chapelle Saint-Laurent  à Lehtisaari (1983)

## Galerie

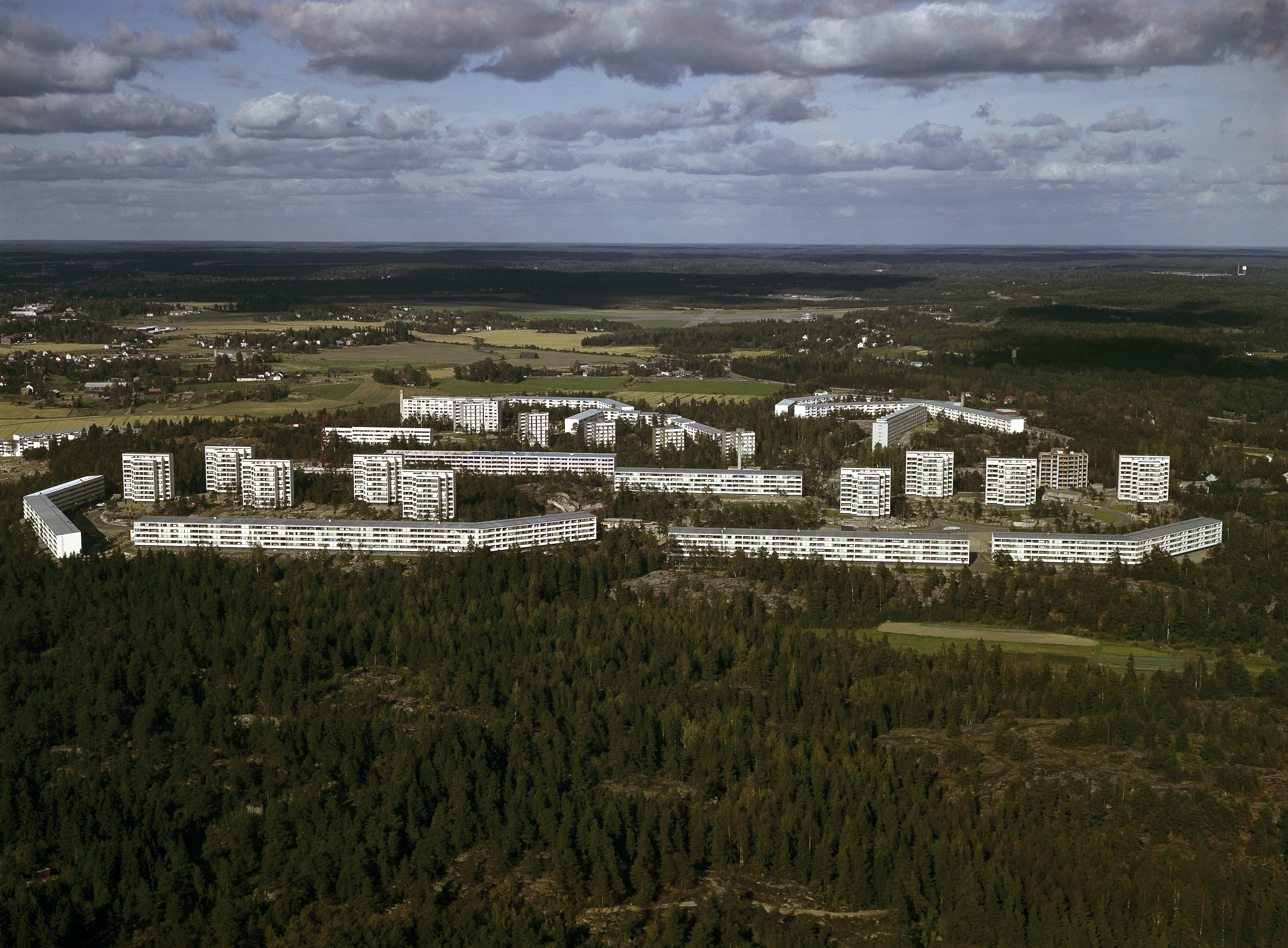
Zone de Pihlajamäki en 1964.

.